# Pietro Marini
Pietro Marini (5. října 1794, Řím – 19. srpna 1863, Řím) byl italský římskokatolický kněz, kardinál a vysoký úředník papežské kurie.

## Život
Narodil se 5. října 1794 v Římě, jako syn neapolského architekta Francesca Saveria Mariniho a Irene De Dominicis. Pokřtěn byl roku 1794 v Bazilice svatého Petra; jeho kmotrem byl kardinál Gregorio Barnaba Chiaramonti, pozdější papež Pius VII. Byl předkem kardinála Niccoleho Marini.
Studoval písemnictví a filosofii v Seminario Romano. Na Univerzitě La Sapienza získal doktorát ad honorem v utroque iure, z občanského a kanonického práva. Získal titul advokáta Římské kurie.
Byl občanským posuzovatelem provincie Romagna a roku 1820 městem Ravennou jmenován patricijem. Působil jako referendář Tribunálu Apoštolské signatury pro spravedlnost a milost. Papež Pius VII. mu udělil titul Papežského domácího preláta. Stal se členem Kongregace fabriky Svatého Petra. V letech 1823–1824 působil jako auditor camerlenga kardinála Bartolomea Pacca. Dále byl voličem Tribunálu Apoštolské signatury pro spravedlnost, auditorem Apoštolské Komory, auditorem Posvátné Římské roty, guvernérem Říma a vice-camerlengem.
Kněžské svěcení přijal 27. května 1844.
Dne 21. prosince 1846 jej papež Pius IX. jmenoval kardinálem jáhnem a udělil mu titulární diakonii S. Nicola in Carcere. Roku 1847 se stal apoštolským legátem provincie Forlì. Dne 3. února 1858 se stal prefektem Tribunálu apoštolské signatury pro spravedlnost. Svou rezidenci měl v Collegio S. Carlo ai Catinari.
Zemřel 19. srpna 1863 v Římě. Jeho tělo bylo vystaveno v kostele S. Carlo ai Catinari. Jeho tělo odpočívá v jeho titulární diakonii.